# Philippe Lacroix
Philippe Lacroix (Ukkel, 24 september 1960) was een Belgisch crimineel. Sinds 2012 is hij leerkracht.
Hij maakte in de jaren 80 deel uit van de bende Haemers, genoemd naar de Brusselse misdadiger Patrick Haemers. De bende pleegde tal van gewapende overvallen en ontvoerde in 1989 de gefortuneerde ex-premier Paul Vanden Boeynants. In 1993 ontsnapte Lacroix samen met Kapllan Murat en Basri Bajrami uit de gevangenis van Vorst. Lacroix wordt in gerechtelijke kringen beschouwd als het brein achter de bende Haemers.

## Biografie

### Beginjaren
Philippe Lacroix werd geboren als de zoon van Albert Lacroix en Emma Franco. Hij groeide op in Sint-Lambrechts-Woluwe, waar hij naar school ging en bij de lokale scouts was aangesloten. Tijdens zijn puberteit gingen zijn ouders uit elkaar. Omdat de rebelse Lacroix een moeilijke jongen was, stuurde zijn moeder hem als tiener naar zijn vader in Bologna. Hij werkte er een jaar in een autogarage. Op 19-jarige leeftijd keerde Lacroix terug naar Sint-Lambrechts-Woluwe, waar hij niet veel later op café Patrick Haemers leerde kennen. De twee werden vrienden en vormden al snel een criminele bende. Hoewel de bende in de pers naar Haemers werd genoemd, was het Lacroix die in gerechtelijke kringen beschouwd werd als het brein achter de criminele organisatie. Ook jeugdvriend Thierry Smars maakte deel uit van de bende, die begon met het stelen van bromfietsen en auto's. In de jaren 70 smokkelden ze ook zwart geld van rijke Belgen naar het buitenland.

### Gewapende overvallen
In de jaren 80 overviel de bende tal van postkantoren en geldtransporten op bijna militaire wijze. Haemers zou in 1989, na zijn arrestatie, in een tv-interview bekennen dat de bende tientallen overvallen had gepleegd. Op 4 november 1985 werd in Ensival een gepantserde postwagen overvallen. Een vrouwelijke bewakingsagent kwam door de gebruikte explosieven om het leven. De daders gijzelden een rijkswachter en gingen er met 7,2 miljoen BEF (€180.000) vandoor. Op 17 juli 1987 werd in Leerbeek een geldtransport van Securitas overvallen. Een bewakingsagent overleefde de overval niet, hij werd afgemaakt met een kogel in het hoofd. De daders gingen aan de haal met 4,7 miljoen BEF (€117.500). Getuigenverklaringen loodsten de politiediensten naar Haemers. Tijdens een huiszoeking bij Haemers werd een autosleutel van een geldtransport van Securitas teruggevonden. Haemers, zijn echtgenote Denise Tyack en Lacroix werden gearresteerd. Lacroix, die in de gevangenis goed bevriend raakte met Basri Bajrami, werd al na enkele weken voorwaardelijk vrijgelaten. Haemers, bij wie ze de autosleutels hadden teruggevonden, bleef aangehouden. Wanneer ook Bajrami vrijkwam, bedachten Lacroix, Bajrami en Tyack een plan om Haemers te bevrijden. Op 13 augustus 1987 werd Haemers van de hulpgevangenis van Leuven naar het Justitiepaleis in Brussel gevoerd. In Leuven werd het voertuig dat hem vervoerde door Lacroix en Bajrami klemgereden en beschoten. De chauffeur en een rijkswachter die Haemers bewaakte, raakten door de kogelregen zwaar gewond. De chauffeur zou drie jaar later aan zijn verwondingen overlijden. Bajrami verklaarde meer dan 20 jaar later dat Lacroix zich genoodzaakt voelde om Haemers te bevrijden, aangezien die laatste dreigde uit de biecht te klappen. Na de ontsnapping van Haemers vluchtte Lacroix met zijn echtgenote Corinne Castier naar Zuid-Frankrijk. Eind jaren 80 pleegde de bende, die ook regelmatig een beroep deed op Bajrami, nog verscheidene gewapende overvallen.

### Thierry Smars en Jean-Pierre Halla
Thierry Smars en Jean-Pierre Halla maakten allebei deel uit van de bende Haemers. Smars was een jeugdvriend van Lacroix. Hij werd op 21 mei 1986 dood teruggevonden. Hoewel zijn lichaam in verdachte omstandigheden werd aangetroffen, werd door een wetsdokter vastgesteld dat het om zelfmoord ging. Er bestaan verscheidene theorieën over Smars' dood. Een van die theorieën luidt dat hij door Lacroix werd omgebracht omdat hij te loslippig werd.
Op 29 juni 1988 pleegde de bende een gewapende overval in Etterbeek. Jean-Pierre Halla, bijgenaamd Le Grand, stond tijdens de overval op de uitkijk. Toch kon hij niet voorkomen dat een ander bendelid, Marc Van Dam, gewond raakte. Binnen politiekringen werd altijd aangenomen dat hij door de overige bendeleden, mogelijk Lacroix, geliquideerd werd en in het Zoniënwoud begraven werd. Zijn lichaam werd ondanks opgravingen nooit teruggevonden. Later adopteerde Lacroix - zij het niet officieel - de biologische dochter van Halla.

### Ontvoering Vanden Boeynants
Op 14 januari 1989 werd gewezen premier Paul Vanden Boeynants ontvoerd. De bende sloot hem op in een villa in het Franse Le Touqet. Terwijl de ex-premier nog steeds werd vastgehouden, pleegde de bende nog een bloederige overval in Groot-Bijgaarden. Een bewakingsagent kwam om het leven door de zware explosieven die gebruikt werden om het geldtransport op te blazen. Toen de bende in februari 1989 zo'n 63 miljoen BEF (€1,5 miljoen) losgeld kreeg, werd Vanden Boeynants vrijgelaten. Bajrami werd op 14 februari als eerste gearresteerd. In de villa in Le Touqet vonden de speurders bewijsmateriaal dat aantoonde dat de bende Haemers achter de ontvoering zat.
De overige bendeleden waren inmiddels naar het Braziliaanse Rio de Janeiro gevlucht. Daar werd Haemers op 27 mei 1989 samen met zijn echtgenote en Axel Zeyen gearresteerd. Toen Lacroix en Van Dam te weten kwamen dat de politie de bende op het spoor was, vluchtten ze naar het buitenland. Vervolgens noemde Haemers voor de camera's van de pers de namen van Lacroix, Van Dam en Bajrami als leden van de bende. In maart 1991 werden Lacroix en Van Dam in Colombia opgepakt.

### Ontsnapping en proces
Op 3 mei 1993 ontsnapten Lacroix, Bajrami en Kapllan Murat, die bekendstond als de ontsnappingskoning, uit de gevangenis van Vorst. Haemers werd niet meegenomen door zijn vroegere kompanen. Een cipier en een gevangenisdirecteur werden als gijzelaars gebruikt. Uit vrees dat hun vluchtauto beschoten zou worden, staken ze de gevangenisdirecteur door het dak van de wagen. Hij lag op de voorruit en werd als menselijk schild gebruikt tijdens de ontsnapping. Vier dagen na de ontsnapping werd Lacroix opnieuw ingerekend. Het proces ging op 6 september 1993 van start. Lacroix kreeg op 20 januari 1994 de doodstraf. Tijdens het uitzitten van zijn gevangenisstraf haalde hij zijn diploma van het secundair onderwijs en later ook een diploma Germaanse filologie.

### Vrijlating
In 2004 werd Lacroix vrijgelaten. Sinds 2012 is hij werkzaam als leerkracht in een centrum voor volwassenenonderwijs.

## Populaire cultuur
- Filosoof Ernesto de Montisalbi heeft het moraal-filosofische werk "Grievous Reminiscence" geschreven, deels geïnspireerd op het leven van Philippe Lacroix en andere criminelen uit de jaren 1960-1990. Het boek biedt een diepgaande verkenning van het hoofdpersonage, gesitueerd in relatie tot onder andere de Bende van Nijvel.[10]